# Саллюстия Орбиана
Гнея Гере́нния Ба́рбия Саллю́стия Орбиа́на (лат. Gnaea Seia Herennia Sallustia Barbia Orbiana; умерла после 227 года) — супруга римского императора Александра Севера.

## Биография
Отцом Орбианы был римский сенатор Сей Саллюстий. В августе 225 года в возрасте около 16 лет, она вышла замуж за римского императора Александра Севера, брак которого организовала его мать Юлия Мамея. После того, как Орбиана получила титул Августы, Мамея разгневалась в связи с тем, что она хотела одна сама занимать женские императорские титулы и сильной связи, которая установилась между Орбианой и Севером. Она жестоко обращалась с Орбианой, что вынудило её искать убежище у своего отца Саллюстия, который, как полагают, был назначен Цезарем. Саллюстий отправился в лагерь преторианцев просить защиты, но его действие расценили как измену. В августе 227 года Саллюстий был казнен, а Орбиана была лишена титула, её брак расторгли, а её саму сослали в Ливию. Дальнейшая судьба Орбианы не установлена.